# Юла, Сельчук
Сельчук Юла (тур. Selçuk Yula; 8 ноября 1959, Анкара — 6 августа 2013, Стамбул) — турецкий футболист, лучший бомбардир чемпионата Турции сезонов 1981/82 и 1982/83.

## Биография
Юла начал свою карьеру в клубе из Анкары, «Шекерспор». Трансфер 19-летнего Юлы в «Фенербахче» был важной вехой в его карьере, с новым клубом он дважды становился лучшим бомбардиром лиги с 16 голами в 1982 году и с 19 голами в 1983 году, также он выиграл два чемпионских титула с «Фенербахче» и забил в общей сложности 64 гола в турецкой Суперлиге. Он также участвовал в матче против «Бордо», европейского чемпиона того времени, Юла забил гол, сделав свой вклад в победу «Фенербахче» со счётом 3:2.
В сезоне 1986/87 Юла играл за «Блау-Вайсс 1890» из немецкой Бундеслиги. Затем он вернулся в Турцию, чтобы играть за «Сарыеспор» (1987—1991), а его последним клубом стал «Галатасарай» (1991—1993). Он завершил свою профессиональную карьеру после прощального матча в составе «Фенербахче» против «Эрзурумспор» на «Шюкрю Сараджоглу».
Он сыграл 22 матча за турецкую национальную сборную, в том числе три раза как капитан команды.
После окончания карьеры футболиста Юла был спортивным журналистом газеты «Fotomaç», а также работал спортивным критиком и экспертом на «Фенербахче TV» и ATV, где выступал каждую неделю. Он был признан лучшим спортивным критиком года по результатам опросов болельщиков «Фенербахче» в 2005 и 2007 годах.
6 августа 2013 года Юла умер в возрасте 53 лет от сердечного приступа.